# Salida (Colorado)
Salida település az Amerikai Egyesült Államok Colorado államában, Chaffee megyében, melynek megyeszékhelye is. Lakosainak száma 5666 fő (2020. április 1.).

## Népesség
A település népességének változása:

| 2010 | 5 236 |
| 2020 | 5 666 |